# Mehcad Brooks

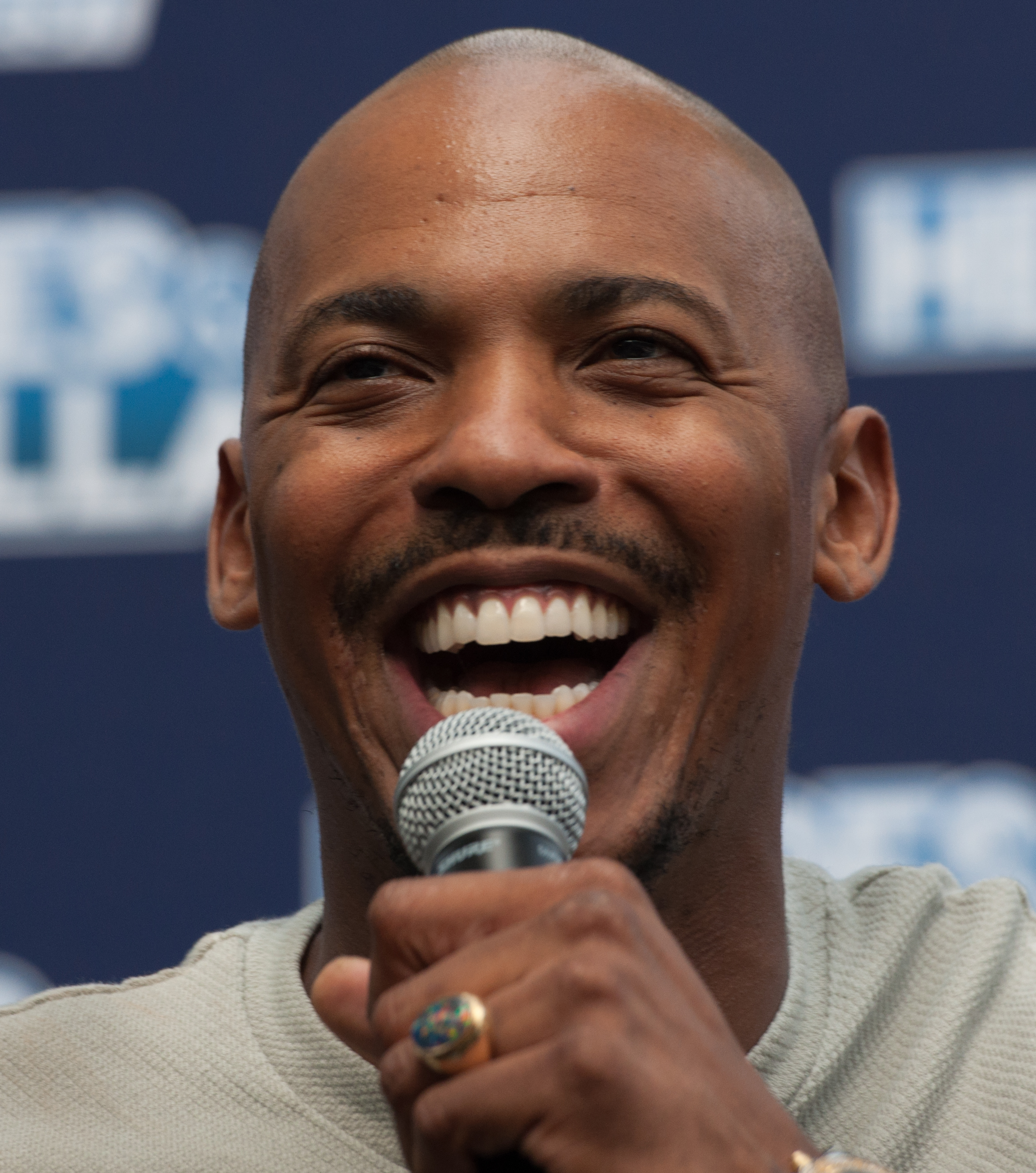
Mehcad Brooks (2017)

 Mehcad Brooks (* 25. Oktober 1980 in Austin, Texas) ist ein US-amerikanischer Schauspieler.

## Leben und Karriere
Brooks besuchte die L.C. Anderson High School in Austin, Texas. Nachdem er die Schule absolviert hatte, besuchte er die Texas Southern University School of Cinematic Arts.
In der Rolle des Matthew Applewhite war er von 2005 bis 2006 in der ABC-Fernsehserie Desperate Housewives zu sehen. Zuvor hatte er weitere Rollen in den Serien Boston Public und The Game, zudem sah man ihn in den Filmen Spiel auf Sieg und Im Tal von Elah.
Von Juni 2011 bis August 2013 war er in einer Hauptrolle in der Serie Dr. Dani Santino – Spiel des Lebens zu sehen.
Von Oktober 2015 bis Oktober 2019 verkörperte er die Figur des James (Jimmy) Olsen in der neu aufgelegten Fernsehserie Supergirl, wobei er im Serienfinale einen Gastauftritt hatte. 2022 trat er in der langjährigen Serie Law & Order die Nachfolge von Anthony Anderson an und gehört seit der 22. Staffel zur Hauptbesetzung.

## Filmografie (Auswahl)
- 2002: Radimi: Who Stole the Dream
- 2002: Malcolm mittendrin (Malcolm in the Middle, Fernsehserie, Folge 4x04)
- 2003: Boston Public (Fernsehserie, 4 Folgen)
- 2004: An Bord der Tiger Cruise (Tiger Cruise, Fernsehfilm)
- 2004: Cold Case – Kein Opfer ist je vergessen (Cold Case, Fernsehserie Folge 1x17)
- 2005–2006: Desperate Housewives (Fernsehserie, 23 Folgen)
- 2006: Ghost Whisperer – Stimmen aus dem Jenseits (Ghost Whisperer, Fernsehserie, Folge 2x10)
- 2006: Spiel auf Sieg (Glory Road)
- 2007: Im Tal von Elah (In the Valley of Elah)
- 2008: Fly Like Mercury
- 2008: The Game (Fernsehserie, 7 Folgen)
- 2008–2009: True Blood (Fernsehserie, 13 Folgen)
- 2009: Dollhouse (Fernsehserie, Folge 1x07)
- 2011: Law & Order: Special Victims Unit (Fernsehserie, Folge 13x02)
- 2011–2013: Dr. Dani Santino – Spiel des Lebens (Necessary Roughness, Fernsehserie, 38 Folgen)
- 2012: Alcatraz (Fernsehserie, Folge 1x06)
- 2015–2019, 2021: Supergirl (Fernsehserie, 92 Folgen)
- 2018: Nobody’s Fool
- 2020: A Fall from Grace
- 2021: Mortal Kombat
- 2022: Law & Order: Organized Crime (Fernsehserie, Folge 3x01)
- 2022: Law & Order: Special Victims Unit (Fernsehserie, Folge 24x01)
- 2022–2025: Law & Order (Fernsehserie)